# Rumen Radev
Rumen Georgiev Radev (trad. do búlgaro: Румен Георгиев Радев; nascido em 18 de junho de 1963, Dimitrovgrad, Bulgária) é um político e Major-general da reserva da Força Aérea da Bulgária, atual presidente do seu país desde 2017. Radev serviu como o Comandante da Força Aérea da Bulgária. Ele venceu as eleições de 2016 para presidente da Bulgária como um candidato Independente que foi assistido pelo Partido Socialista Búlgaro, derrotando a candidata do GERB Tsetska Tsacheva no segundo turno. Radev é considerado um político pró-Rússia.

## Biografia
Radev nasceu em Dimitrovgrad, Bulgária. Sua família é de Slavyanovo, na região de Haskovo. Em 1982, ele se formou na Escola de Matemática de Haskovo com uma medalha de ouro. Ele se formou na Universidade da Força Aérea Búlgara Georgi Benkovski, em 1987, como o melhor graduado. Em 1992, ele se formou na Escola de Oficial de Esquadrão da Força Aérea dos EUA na Maxwell AFB. De 1994 a 1996, ele estudou no Rakovski Defense and Staff College, onde também foi o melhor graduado. Ele é doutor em Ciências Militares no campo de melhoria do treinamento tático das tripulações de voo e simulação de combate aéreo.
Em 2003, ele se formou no Air War College em Maxwell AFB, nos Estados Unidos, com um Mestrado em Estudos Estratégicos com honras.

### Condecorações
- Grã-Cruz da Ordem Militar de Avis de Portugal (30 de janeiro de 2019)[8]
- Grande-Colar da Ordem do Infante D. Henrique de Portugal (12 de abril de 2022)[8]